# Humphry Davy
Humphry Davy, Tòng nam tước thứ nhất, FRS (thông thường viết và phát âm không chính xác là Humphrey; 17 tháng 12 năm 1778 – 29 tháng 5 năm 1829) là một nhà vật lý và nhà hóa học người Cornwall. Ông sinh ra tại Penzance, Cornwall, Vương quốc Anh.
Sir (Ngài) Humphry là cách gọi trang trọng để chỉ địa vị xã hội của ông. Davy trở nên nổi tiếng nhờ các thực nghiệm của ông về các phản ứng sinh lý của một số chất khí, trong đó có cả khí gây cười (oxide nitrơ tức đinitơ mônoxide hay N2O). Davy sau đó bị suy giảm thị lực trong một tai nạn phòng thí nghiệm khi ông đang thử nghiệm nitơ triclorua. Năm 1801 ông được chỉ định làm giáo sư tại Viện Hoàng gia của Anh quốc (Great Britain) và viện sĩ Hội Khoa học Hoàng gia Anh mà sau đó ông là chủ tịch của hội này.

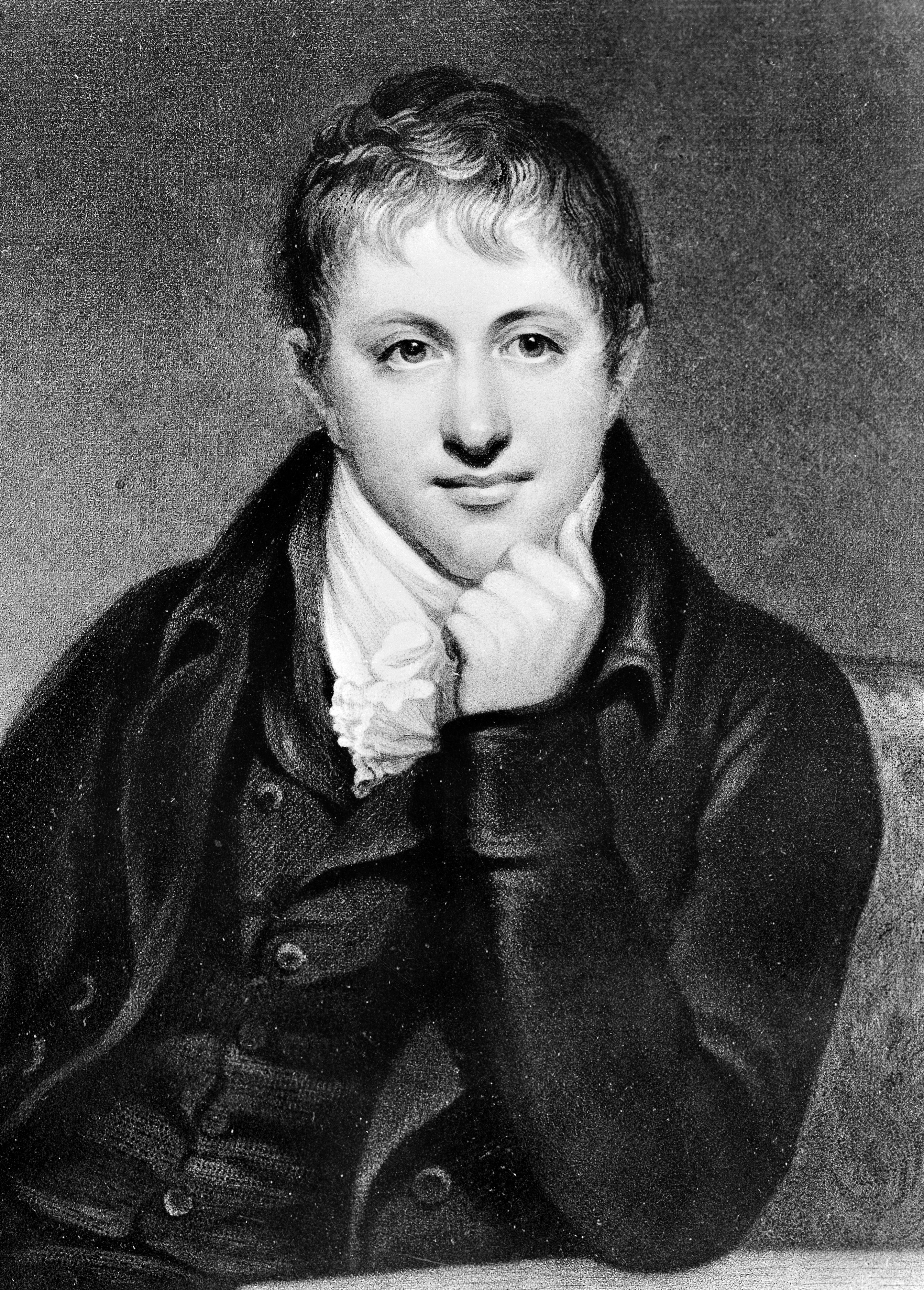
Humphry Davy thời trẻ tuổi.

Năm 1800, Alessandro Volta giới thiệu pin lần đầu tiên. Davy đã sử dụng pin này để tách các muối bằng cách mà ngày nay người ta gọi là điện phân.Với nhiều pin mắc nối tiếp ông đã có thể tách ra các nguyên tố kali, natri năm 1807 và calci, stronti, bari, magiê năm 1808. Ông cũng nghiên cứu năng lượng tham gia vào trong việc chia tách các muối này, mà ngày nay là một lĩnh vực của điện hóa học.
Năm 1802 Humphrey Davy là nhà phát minh người Anh nổi tiếng. Ông sử dụng phát kiến cột Volta của nhà khoa học người Ý Alessandro Volta để chế tạo bóng đèn điện đầu tiên trên thế giới bằng cách nối các cột volta với các điện cực bằng than. Phát minh này được gọi là Hồ Quang Điện. Tuy nhiên, sản phẩm này tuy gây được chấn động lớn nhưng tính ứng dụng chưa cao do sản phẩm chưa thực sự có thể áp dụng cho thực tiễn, khi việc phát sáng diễn ra quá nhanh và chi phí tốn kém, hơn nữa quá sáng để sử dụng trong nhà hoặc nơi làm việc. Kết cục, phát minh của Davy vẫn nằm trên bàn giấy.
Năm 1812 ông được phong tước hiệp sĩ, đọc bài diễn thuyết chia tay tại Viện Hoàng gia, và cưới một góa phụ giàu có là Jane Apreece. Sau kỳ nghỉ dài tại châu Âu lục địa, ông bắt đầu sản xuất đèn Davy là loại đèn an toàn cho công nhân mỏ.
Ông cũng chỉ ra rằng oxy không thể thu được từ các chất gọi là acid oxymuriatic và chứng minh rằng chất thu được là một nguyên tố, ông đặt tên nó là chlorine (clo trong tiếng Việt). Phát minh này đã lật đổ định nghĩa của Lavoisier về acid như là hợp chất chứa oxy.
Năm 1815 Davy giả thiết rằng các acid là các chất chứa hiđrô có thể thay thế – hiđrô mà có thể thay thế một phần hay toàn phần bởi các kim loại. Khi các acid phản ứng với kim loại thì chúng tạo thành các muối. Các base là các chất có phản ứng với acid để tạo ra muối và nước. Các định nghĩa này làm việc tốt trong nhiều thế kỷ. Ngày nay chúng ta sử dụng thuyết Brønsted-Lowry về acid và base.
Năm 1818, ông được ban thưởng tước hiệu tòng nam tước.
Năm 1824 ông đề xuất và cuối cùng đã tạo ra một lớp bọc bằng sắt cho thân tàu bằng đồng như là lần sử dụng đầu tiên của phương pháp bảo vệ catốt.
Davy mất tại Geneva, Thụy Sĩ, việc hít thở phải hơi của các loại hóa chất khác nhau cuối cùng đã thể hiện tác hại của chúng đối với sức khỏe của ông. Người trợ tá phòng thí nghiệm của ông là Michael Faraday đã tiếp tục mở rộng các công trình của ông và sau đó đã trở nên nổi tiếng hơn và có ảnh hưởng hơn – đến mức mà Davy cho rằng Faraday là phát hiện lớn nhất của đời ông. Tuy nhiên, sau này ông đã kết tội người trợ tá của mình là ăn cắp ý tưởng của mình, điều này khiến cho Faraday đã phải giảm mọi nghiên cứu trong lĩnh vực điện từ trường cho đến tận khi người thầy thông thái của ông mất.

## Ngoài lề
Bài thơ sau được coi là bài thơ theo thể Clerihew đầu tiên (một dạng thơ ngụ ngôn):
Sir Humphry Davy
Abominated gravy.
He lived in the odium
Of having discovered sodium.
Tạm dịch:
Ngài Humphry Davy
Không ưa món nước xốt
Sống trong sự căm ghét
Vì tìm ra natri